# 日产逍客
Qashqai（中国大陆正式译名：逍客）是日本日产汽车于2006年发表的紧凑型跨界休旅车系列，也是日产欧洲设计中心历经3年左右的时间设计出来的第一款车型，同时也是日产在欧洲的战略车型。

## 车名由来
“Qashqai”这一名字取自伊朗西南部居住在沙漠地带讲突厥语的游牧部族卡什加人。
该车在日本和澳大利亚销售的第一代车型不使用“Qashqai”名称，以“Dualis”取而代之，原因是“Qashqai”这一名称与“cash cow”（摇钱树）同音。但自第二代起，该车不再使用“Dualis”名称，统一使用“Qashqai”（日本市场除外）。

## 第一代（J10，2007年–2013年）

### 研发、生产与销售

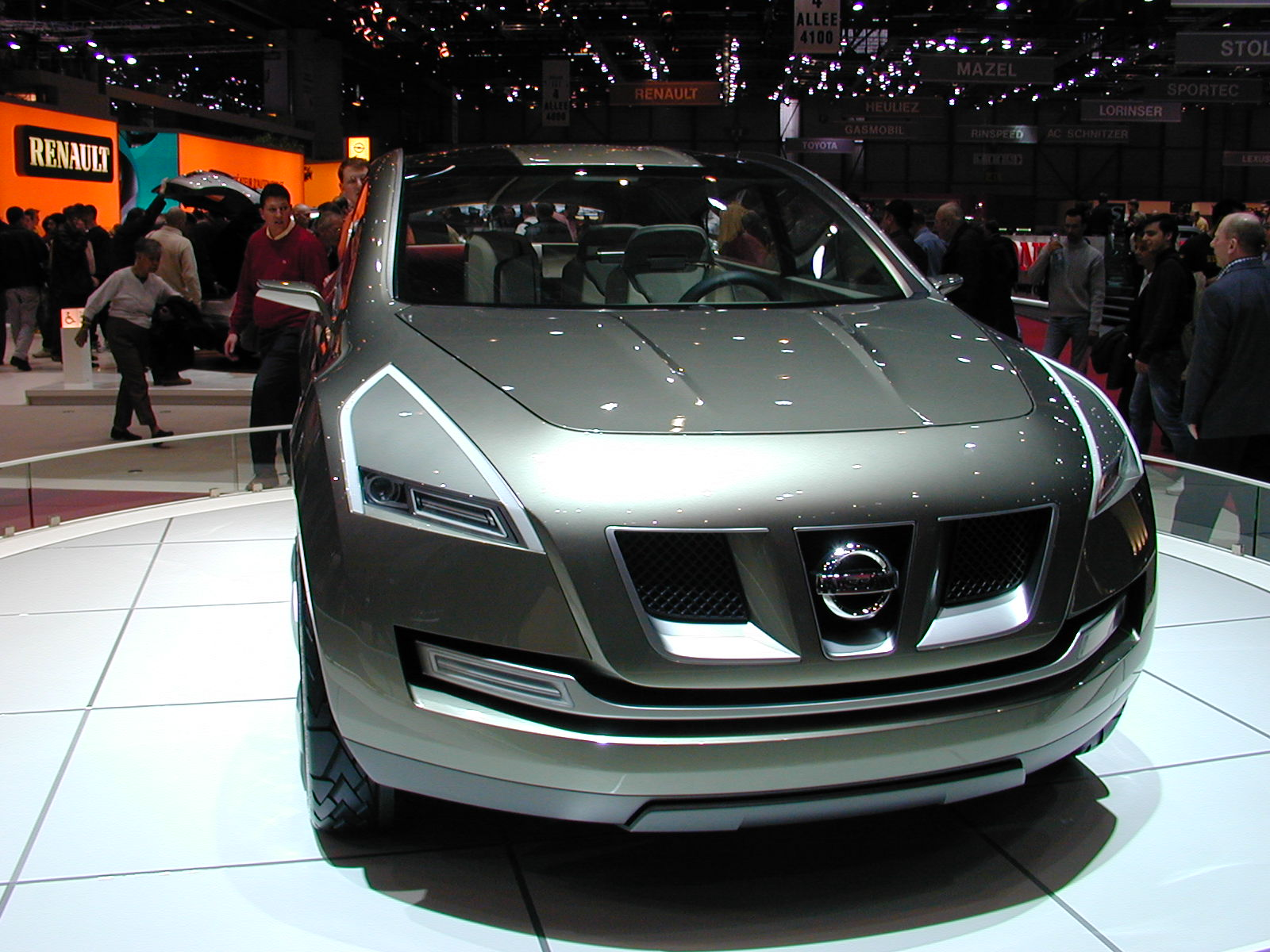
逍客概念车，摄于2004年日内瓦车展

逍客的概念车于2003年开始由日产欧洲设计中心设计，2006年12月起在英国桑德兰市生产。截至2007年底，日产已经在欧洲售出约10万辆逍客，其中英国17554辆，俄罗斯15376辆，意大利10746辆。另外，为提高日产英国桑德兰市工厂的产能，2014年款逍客的某些型号将迁至日产在俄罗斯圣彼得堡的工厂生产。
日本市场方面，位于福冈县京都郡苅田町的日产汽车九州工厂于2007年12月生产该车，此前日本市场销售的第一代逍客由英国桑德兰市工厂生产。中国大陆市场销售的第一代逍客由东风日产在广东省广州市花都区的工厂生产，2008年起开始销售。

### 特征

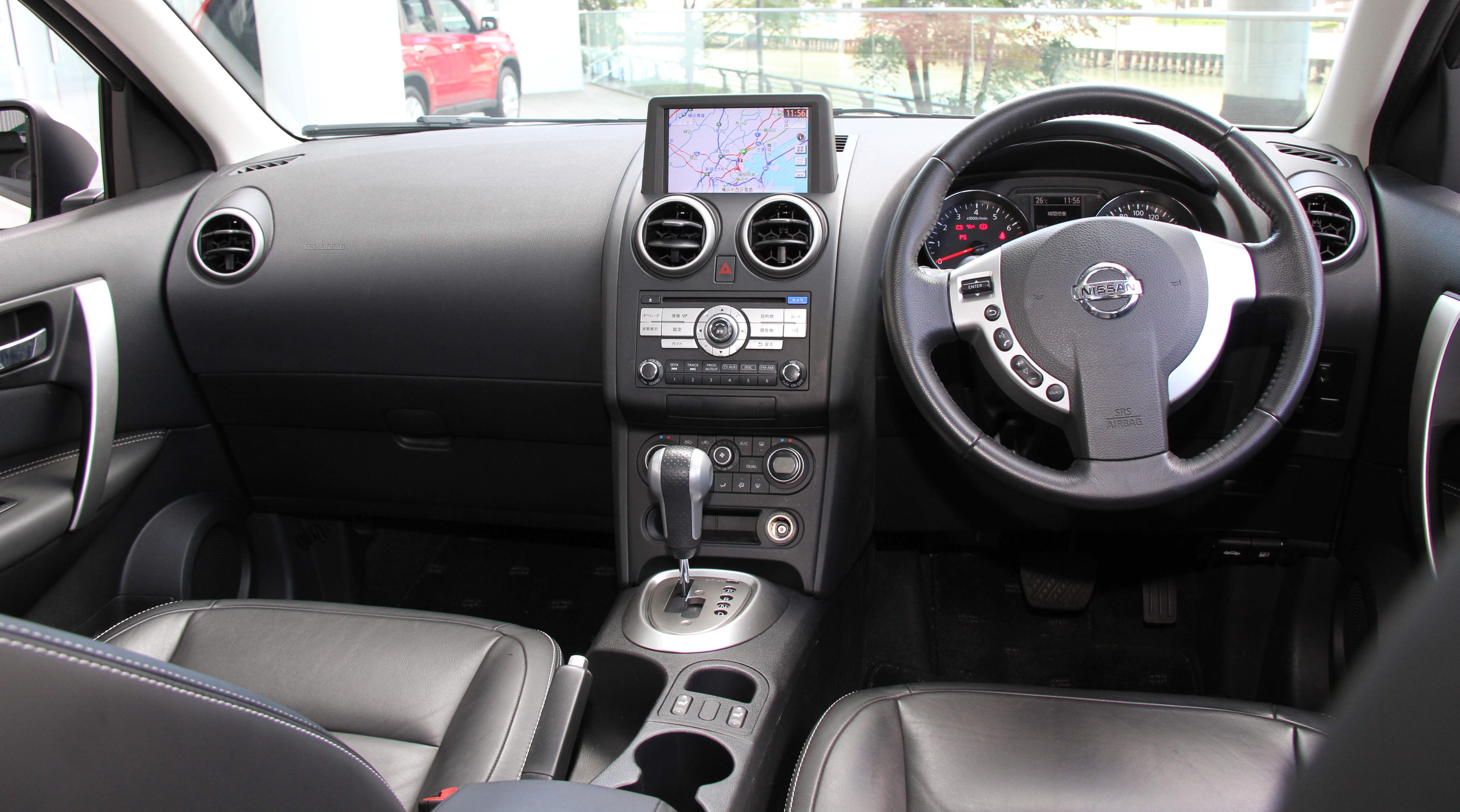
内饰（日规右驾版）

第一代的日产逍客采用日产楼兰一致的设计，车身使用圆润柔和的线条，与侧部的高腰线相结合，使得整车外观呈现时尚感、动感、速度感及安全感。在尾部设计方面，第一代逍客采用尾灯组中间开启的后备厢设计，保证了后备厢的足够宽度，充分提升了储物空间。全车融合了多种文化元素的跨界限的时尚风格，实现了多功能性、大胆设计和极佳运动感的完美组合。另外，第一代逍客采用全景天窗，但中国大陆销售的版本不使用全景天窗，以普通天窗取而代之。
虽然该车是欧洲设计的，但在内饰上，保持了日系车的精细，采用了宽敞舒服的座椅和手扣向内侧收起的设计。在动力总成方面，第一代逍客使用1.6L汽油引擎、2.0L汽油引擎、1.5L柴油引擎、1.6L柴油引擎和2.0L柴油引擎；其搭载的CVT采用带有手动模式的XTRONIC CVT。第一代逍客（CVT版）的风阻系数仅为0.34。
安全性方面，第一代逍客曾接受欧盟新车安全评鉴协会安全碰撞测试，总体得分为36.83分，获得五星级评价，创下了欧盟NCAP历史上安全碰撞测试最高的成年乘员保护成绩纪录。

### 7人座版

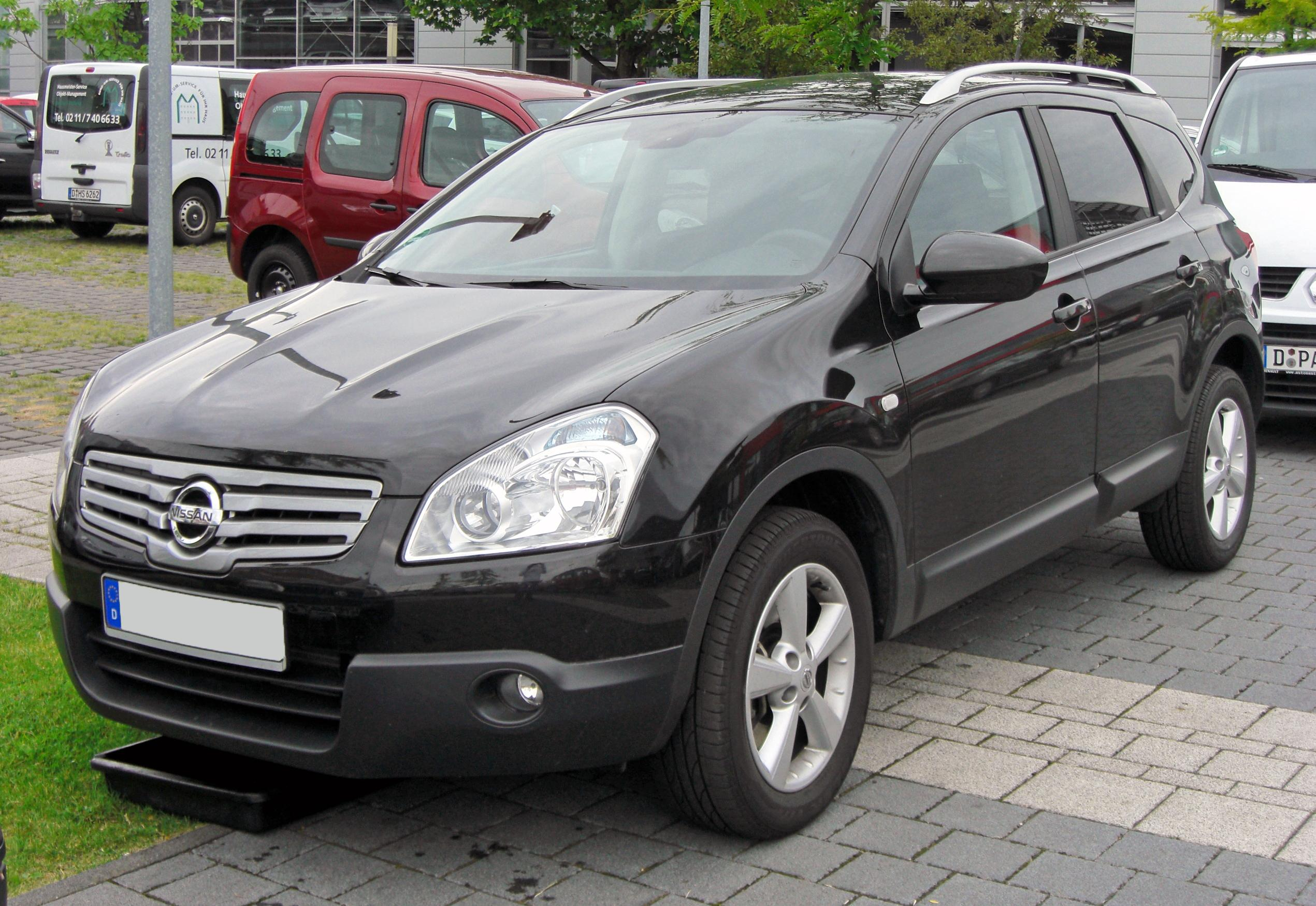
日产逍客7人座版（又称Qashqai+2）

2008年1月，日产在英国桑德兰市的工厂开始生产逍客7人座版（又称Qashqai+2），同年10月开始销售。7人座版的逍客在5人座版逍客的基础上，轴距增加135毫米，长度增加211毫米，高度增加38毫米。而前格栅的设计也与5人座版的逍客有所不同。

### 2010年小改款

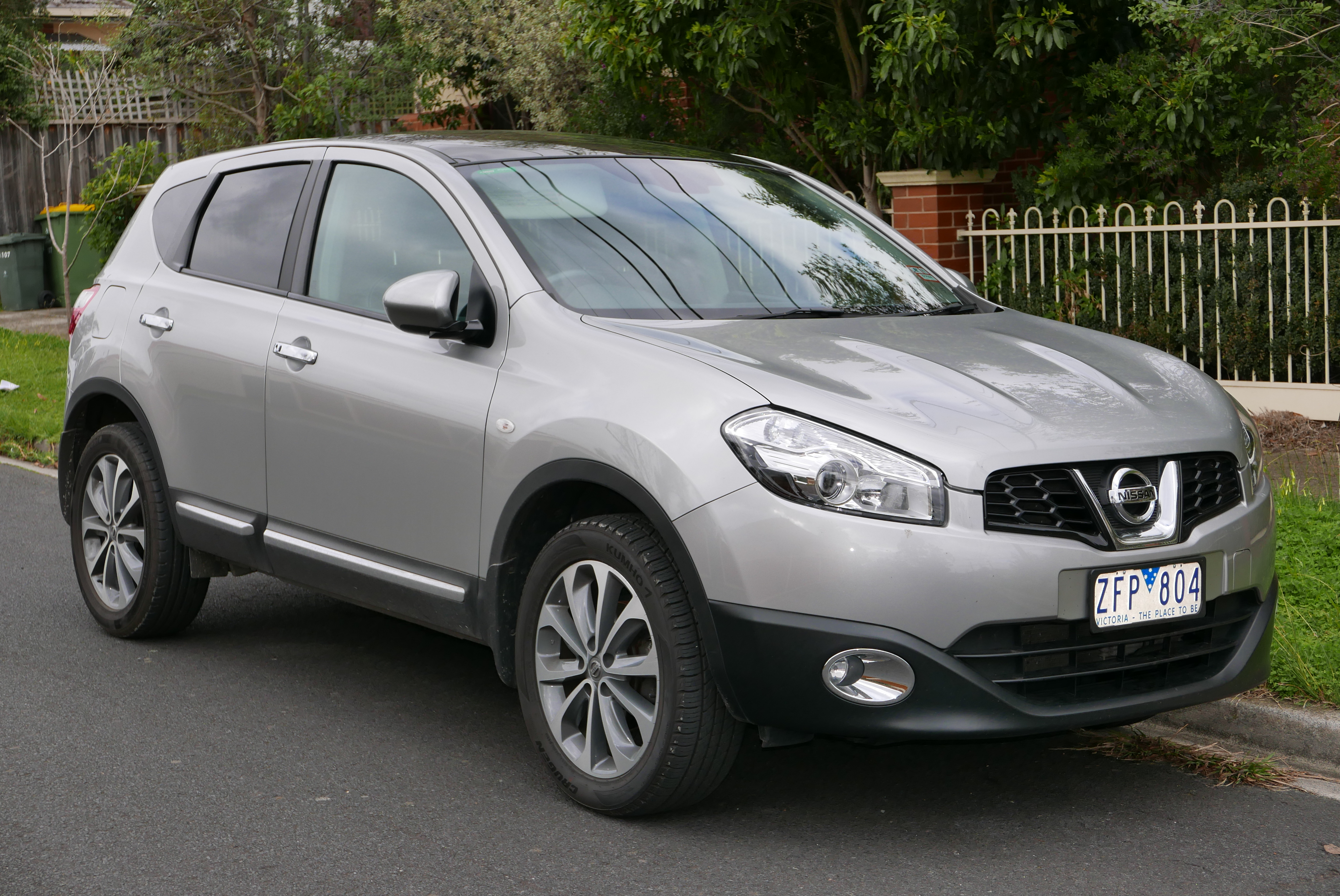
2010年款第一代逍客

2009年12月4日，日产汽车宣布推出2010款第一代逍客，2010年3月开始销售。其中车身前部已被重新设计，后部则配备LED尾灯。在内饰上亦作出一些升级，包括重新设计的仪表板布局以及更强的隔音效果。此外，全系列还标配ESP，并添加两种颜色

### 召回
2010年4月30日，东风日产向中国国家质检总局递交了召回报告，决定从2010年5月1日起召回2007年8月24日至2008年7月24日期间生产的部分第一代逍客，数量为14915辆，召回原因是在长时间高负荷行驶的情况下，会引起CVT油温升高，机油漏出，致使CVT进入保护模式，存在安全隐患。
2011年12月9日，东风日产向中国国家质检总局递交了召回报告，决定从2011年12月9日起召回自2010年9月24日至2010年12月20日生产的部分第一代逍客，数量为2509辆，召回原因是由于动力转向电子控制器模块供应商制造原因，在长时间使用后，其端子焊接处有可能脱开，造成转向沉重，存在安全隐患。
2012年9月13日，日产汽车在全球召回51000辆涉及方向盘问题的车辆，其中逍客、逍客七人座版受此次召回事件影响。

## 第二代（J11，2013-2021年）

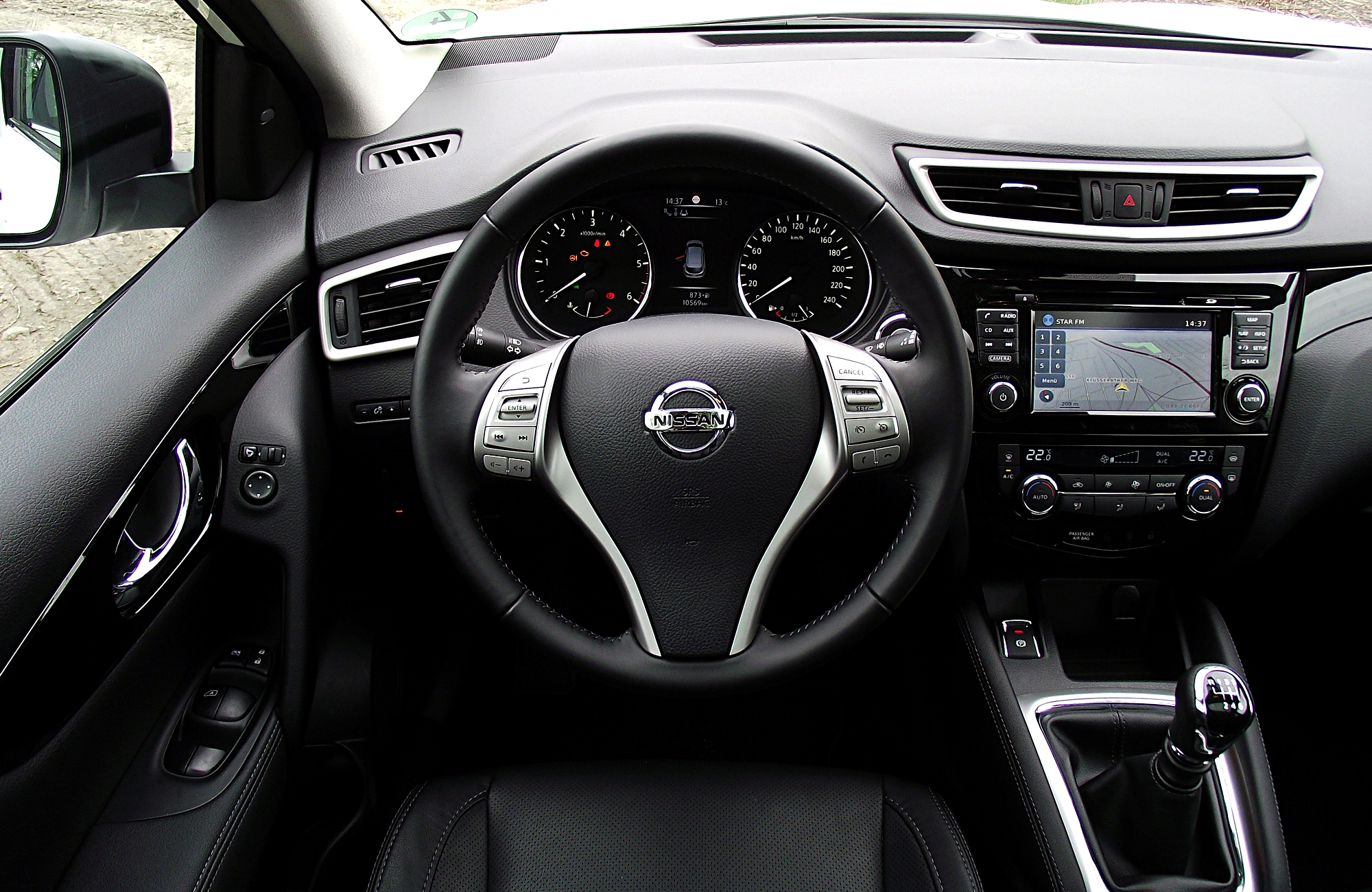
第二代逍客内饰（左驾版）

2013年11月7日，日产汽车宣布在英国伦敦发布第二代逍客，代号为J11。后于2014年1月在布鲁塞尔车展首度亮相。此前在2012年的日内瓦车展上，日产公布的Hi-Cross概念车即为第二代逍客的预览概念版车型。
為了不搶走X-Trail以及Juke的客層，自第二代逍客起，只有在澳洲、英國等部分地區才有销售，日本本土不再销售。2015年7月，日产计划将在北美市场推出该车。同年9月，日产宣布，自该车开始生产以来，日产在英国桑德兰市的工厂共生产出50万台第二代逍客，创下历史纪录。
第二代逍客于2015年10月16日在中国大陆上市销售，仍由东风日产在广东省广州市花都区的工厂生产。

### 特征
与第一代相比，第二代逍客做出了一系列改进。外观方面，第二代逍客的前部采用了“V”型镀铬进气格栅，并配备动感的前大灯、LED日间行车灯以及保险杠，整体呈现出运动感。尾部则配备了新颖的尾灯，以及紧凑的尾部设计。在内饰方面，第二代逍客采用全黑内饰色调。全系标配包括前后独立后悬架、VDC车辆行驶动态控制系统、全景天窗、胎压监测系统、上坡起步辅助系统、预碰撞智能刹车辅助系统、油门误踩智能刹车辅助系统。在动力方面，第二代逍客有1.6L汽油、1.6T柴油、1.5T柴油、1.2T汽油以及2.0L汽油5种发动机可供消费者选择，并继续采用无级变速器。